# 네차림 회랑
네차림 회랑(Netzarim Corridor, 히브리어: מסדרון נצרים)은 가자 지구에 있는 지역으로, 가자 전쟁 동안 이스라엘의 군사 점령 지역으로 사용되었다. 가자 지구를 반으로 나누는 이 회랑은 가자시 바로 남쪽에 있으며 가자-이스라엘 국경에서 지중해까지 뻗어 있다.
이스라엘 방위군(IDF)은 이 회랑을 가자 북부 및 중부에서의 급습 작전과 지역으로의 안전한 원조 통로 확보에 필수적이라고 간주한다. 회랑은 IDF 사단, 특히 99사단과 252사단이 교대로 점령했다.
2025년 1월 19일 발효된 하마스와의 휴전에 따라, 이스라엘은 1월 27일 네차림 회랑 일부에서 철수했다. 이스라엘은 2025년 2월 9일 회랑에서 병력을 완전히 철수했다. 그 후 대규모 가자 주민들이 회랑을 통과하여 가자 지구 북부의 집으로 돌아갈 수 있었다. 그러나 휴전이 파기된 후 IDF는 3월 19일 회랑으로 복귀했다.

## 배경
네차림은 1972년에 건설되었고 2005년 이스라엘의 가자 지구 철수 시기에 해체된 가자 지구의 이스라엘 정착촌이다. IDF는 2008-2009년 가자 전쟁 동안 이전 정착촌 부지를 점령했으며, 이 전쟁은 휴전과 이스라엘군의 가자 지구 철수로 종료되었다.
IDF는 이전 정착촌 부지를 포함하고 있기 때문에 현재의 회랑을 네차림의 이름을 따서 명명했다.

## 역사

### 가자 지구 침공
이스라엘은 2023년 10월 27일 삼주 전 발생한 2023년 하마스의 이스라엘 공격에 대한 대응으로 가자 지구를 침공했다. 2023년 10월 30일, IDF 병력이 이전 네차림 정착촌 지역에 진입한 것이 확인되었다. 11월 6일까지 IDF는 가자 지구를 가로지르는 "비공식적인 구불구불한 길"을 개척하여 해안에 도달했다. 11월 24일에는 IDF가 "네차림 축과 가자 지구 북부 해안 도로에서 행정 및 물류 이동을 계속할 것"이라고 보고되었다.
2024년 3월 6일의 위성 이미지에 따르면, 회랑 내부에 749번 국도로 명명된 4마일(6.4km) 길이의 부분적으로 포장된 도로가 건설된 것으로 나타났다. 도로의 약 1.2마일(1.9km)은 가자 전쟁 이전에 존재했던 포장 도로로 구성되어 있으며, 이스라엘은 가자 지구 전체 너비에 걸쳐 통로를 개척했다. IDF는 또한 장갑차에 의해 파괴된 부분을 보수하고 다양한 유형의 군용 차량을 위해 여러 차선으로 강화했다. 2024년 5월 24일의 위성 이미지에 따르면, 2024년 5월 18일부터 살라 알딘 도로와의 교차점까지 자갈 도로 위에 새로운 포장 도로가 깔린 것이 확인되었다.
전쟁 연구소에 따르면, 2024년 7월 이스라엘은 회랑의 폭을 2km에서 4km로 늘렸다.
2024년 8월 17일, 네차림 회랑에서 하마스의 매복 공격으로 예루살렘 여단 제8119대대 소속 이스라엘군 병사 2명이 사망했다. 매복 공격에는 도로변 폭탄과 호송대를 향한 무장 세력의 사격이 포함되었다.
이란은 2024년 10월 이스라엘 공습의 일환으로 네차림 회랑을 성공적으로 타격했다고 주장했다. 이 주장은 이스라엘이나 서방 분석가에 의해 확인되지 않았다.
2024년 9월부터 11월 사이에 이스라엘 군인들은 완충 지대를 만들기 위해 도로 주변의 건물 600개 이상을 철거했으며, 초소, 통신탑, 방어 시설의 존재를 늘렸다.
2024년 12월 18일, 이스라엘 신문 하레츠는 252사단과 99사단 지휘관 및 장교들의 증언을 게재했는데, 네차림 회랑이 의심되는 테러리스트이기 때문에 모든 팔레스타인인이 총격을 받는 "킬 존"이며 자의적인 선이 그어져 있다고 주장했다. 한 장교는 하마스 무장 세력 200명이 사망했다는 보고가 잘못되었는데, "그 200명의 사상자 중 하마스 요원으로 확인된 사람은 단 10명뿐이었다"고 주장했다.

### 휴전
2025년 1월 19일 발효된 하마스와의 휴전 협정의 일환으로, 이스라엘은 네차림 회랑에서 점진적으로 철수하기로 합의했다.
1월 25일, 하마스는 휴전의 포로 교환에 따라 이스라엘로 인도될 예정이던 인질을 석방하지 못했다. 그 결과 이스라엘은 네차림 회랑 개방 계획을 중단했다. 그러나 인질 석방이 나중에 성사되었고, 이스라엘은 1월 27일 아침 회랑 서부를 개방했으며, 대규모 가자 주민들이 북부로 돌아갔다. IDF 또한 개방된 부분에서 철수를 시작했다. 휴전 이행을 담당하는 이집트-카타르 위원회 산하에서 일하는 미국 및 이집트 보안 계약자들은 해당 지역을 통과하는 차량을 검사하기 시작했다. 하마스 무장 세력 또한 나중에 네차림 회랑에 주둔하는 모습이 목격되었다. 2025년 2월 9일, 이스라엘은 네차림 회랑에서 병력을 완전히 철수했다.

### 적대 행위 재개
3월 18일, 보안 계약자들이 새벽 전에 회랑을 떠났고, IDF는 가자 전역에 공격을 시작하여 400명 이상을 죽이고 휴전을 종식시킨 후 "부분적인 완충 지대"를 만들고 가자 지구를 양분하는 네차림 회랑을 재탈환하기 위해 가자 중부에서 "집중적인 지상 작전"을 개시했다. 3월 19일, 이스라엘군은 회랑의 중앙 부분을 다시 점령했다.
2025년 5월 25일, 가자 인도주의 재단은 네차림 회랑과 가자 남부의 다른 세 곳에 식량 배급 센터를 설립했다.

## 같이 보기
- 네차림 교차로
- 모라그 회랑
- 필라델피 회랑